# Atlético Ledesma
Club Atlético Ledesma, znany jako Atlético Ledesma – argentyński klub piłkarski z siedzibą w mieście Pueblo Ledesma leżącym w prowincji Jujuy.

## Osiągnięcia
Udział w mistrzostwach Argentyny Nacional (5): 1976, 1977, 1978, 1979, 1984

## Historia
Klub założony został 2 grudnia 1928 roku. W roku 1978 oddano do użytku stadion klubu Estadio Trapiche Azucarero. W sezonie 2005/06 Ledesma występował w Torneo Argentino B, ale w 2006/07 klub wycofał się z rozgrywek.